# Chongqing Grand Theater

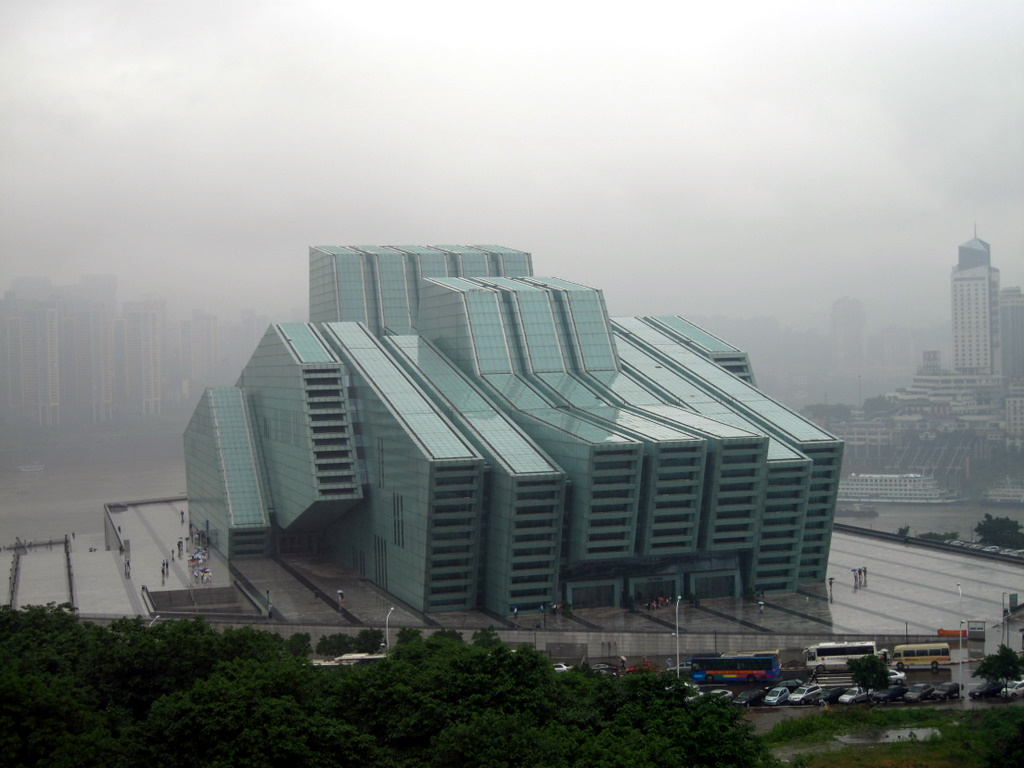
Das Chongqing Grand Theater

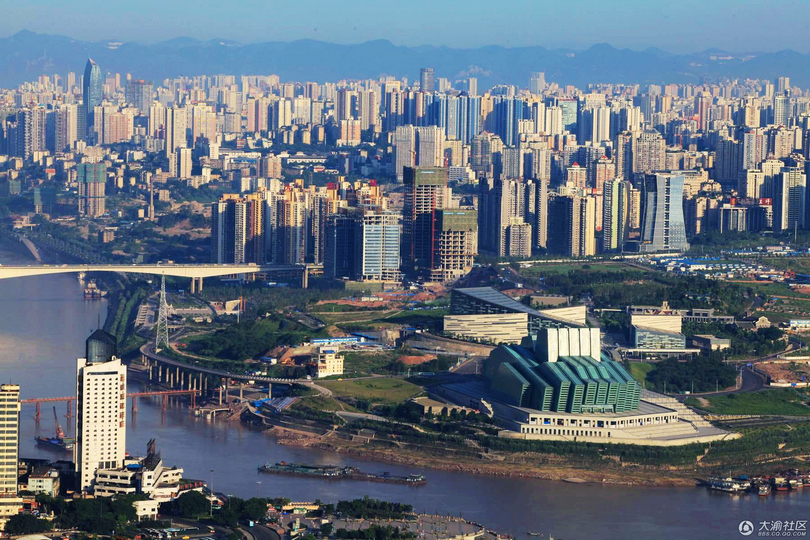
Panoramabild

Das Chongqing Grand Theater ist das zentrale Opernhaus der Stadt Chongqing in der Volksrepublik China. Es befindet sich im Bezirk Jiangbei, direkt an der Mündung des Flusses Jialing Jiang in den Jangtsekiang.
Das Opernhaus wurde von 2005 bis 2009 nach Plänen des deutschen Architektenbüros Gerkan, Marg und Partner erbaut. Das Raumakustik-Konzept wurde von Müller-BBM erstellt. Das Objekt ist 220 Meter lang, 110 Meter breit, 64 Meter hoch und steht auf einem zweistöckigen Sockel. Die beiden gegeneinander gestellten Konzertsäle verfügen über Bühnentürme, die wie zwei Schornsteine eines futuristischen Schiffes wirken. Das Opernhaus ist vollständig verglast und wird nachts von LED-Panels beleuchtet.

## Säle
- Grand Hall: Großer hufeisenförmiger Saal mit 1744 Sitzplätzen, Bühne und Orchestergraben – für Konzerte, Opern, Musicals und Ballette
- Medium Hall: Viereckiger Saal mit 873 Sitzplätzen und Bühne – für traditionelle chinesische Musik und Opern